# 103-й батальйон шуцманшафту
103-й батальйон шуцманшафта (нім. 103. Batalion Schutzmannschaft / Schutzmannschafts Bataillon 103 / Ukrainian Schuma) - колабораціоністський шуцманшафт-підрозділ німецької допоміжної охоронної поліції (нім. Schutzpolizei), сформований в 1942 році в Мацеїві на Волині.

## Історія
За задумом українських націоналістів, підрозділ мав стати ядром «української армії». Командувачем з німецького боку був майор Штерн, а з українського — майор Рудник  . 10 вересня 1942 року батальйон взяв участь у розстрілі 1512 євреїв із гетто в Турійську  .
У березні 1943 року Мацеїв атакували загони УПА, всі бійці батальйону дезертували та приєдналися до нападників. Ініціатором дезертирства був Іван Климчак (Лисий), який пізніше командував винищенням польського населення у Воле Островецкой  та Островках  . Клімчак очолив спочатку сотню, а потім і курінь УПА під назвою «Буг», сформований із його колишніх товаришів по службі. Певний час курінь перебував у районі Луцьк - Торчин, далі перебрався до Цуманського району  Волинської області.
За словами польського історика Гжегожа Мотики, того ж літа батальйон був відновлений, але знову його бійці дезертували і приєдналися до УПА  .